# Liste der Monuments historiques in Saint-Pont
Die Liste der Monuments historiques in Saint-Pont führt die Monuments historiques in der französischen Gemeinde Saint-Pont auf.

## Liste der Bauwerke
| Bezeichnung              | Beschreibung                  | Standort | Kennzeichnung | Schutzstatus | Datum | Bild           |
| ------------------------ | ----------------------------- | -------- | ------------- | ------------ | ----- | -------------- |
| Schloss                  | Erbaut im 17./18. Jahrhundert | (Lage)   | PA00093283    | Inscrit      | 1990  | weitere Bilder |
| Kirche St-Mayeul-St-Pont | Erbaut im 11./12. Jahrhundert | (Lage)   | PA00093284    | Inscrit      | 1980  | weitere Bilder |

## Liste der Objekte
| Bezeichnung                                             | Beschreibung          | Standort                               | Kennzeichnung | Schutzstatus | Datum | Bild |
| ------------------------------------------------------- | --------------------- | -------------------------------------- | ------------- | ------------ | ----- | ---- |
| Skulptur des heiligen Mayeul (Foto in der Base Palissy) | Holz, 16. Jahrhundert | in der Kirche St-Mayeul-St-Pont (Lage) | PM03000468    | Classé       | 1933  |      |